# 노영빈
노영빈(盧永斌, 일본식 이름: 豊川永斌도요카와 에이빈, 1907년 3월 12일 ~ 1999년 5월 27일)은 일제강점기의 관료이며 대한민국의 법조인이다.

## 생애
경상남도 함양군 출신으로 도쿄 제국대학 법학과를 졸업하고 조선총독부 관리가 되었다. 본관은 풍천(豊川)
1933년부터 경상남도 재무부 세무과에서 근무하기 시작하여, 일제 강점기 동안 경상남도 사천군, 의령군 군수와 평안북도 이사관, 조선총독부 식산국 사무관 등을 지냈다. 1943년을 기준으로 종6위에 서위되어 있었다.
태평양 전쟁 종전 후에는 대한화재해상보험주식회사 사장을 역임한 바 있고, 변호사를 개업해 법조인으로 활동했다. 성균관대학교에서 강의를 맡는 등 대학교수도 지냈다.
서울고등법원 판사를 지낸 아들 노종상 등 3대가 모두 법조인이 된 명문가로도 알려져 있다.
2002년 발표된 친일파 708인 명단 중 조선총독부 사무관 부문과 2008년 공개된 민족문제연구소의 친일인명사전 수록예정자 명단 중 관료 부문에 선정되었다.

## 참고자료
- 노영빈(盧永斌) - 국사편찬위원회